# Dracopelta
Dracopelta là một chi khủng long, được Galton mô tả khoa học năm 1980.